# 小牧秋葉祭
小牧秋葉祭（こまきあきばまつり）は、愛知県小牧市にある小牧神明社の末社・秋葉社で、毎年8月20日前後の土・日曜日に行われる祭である。

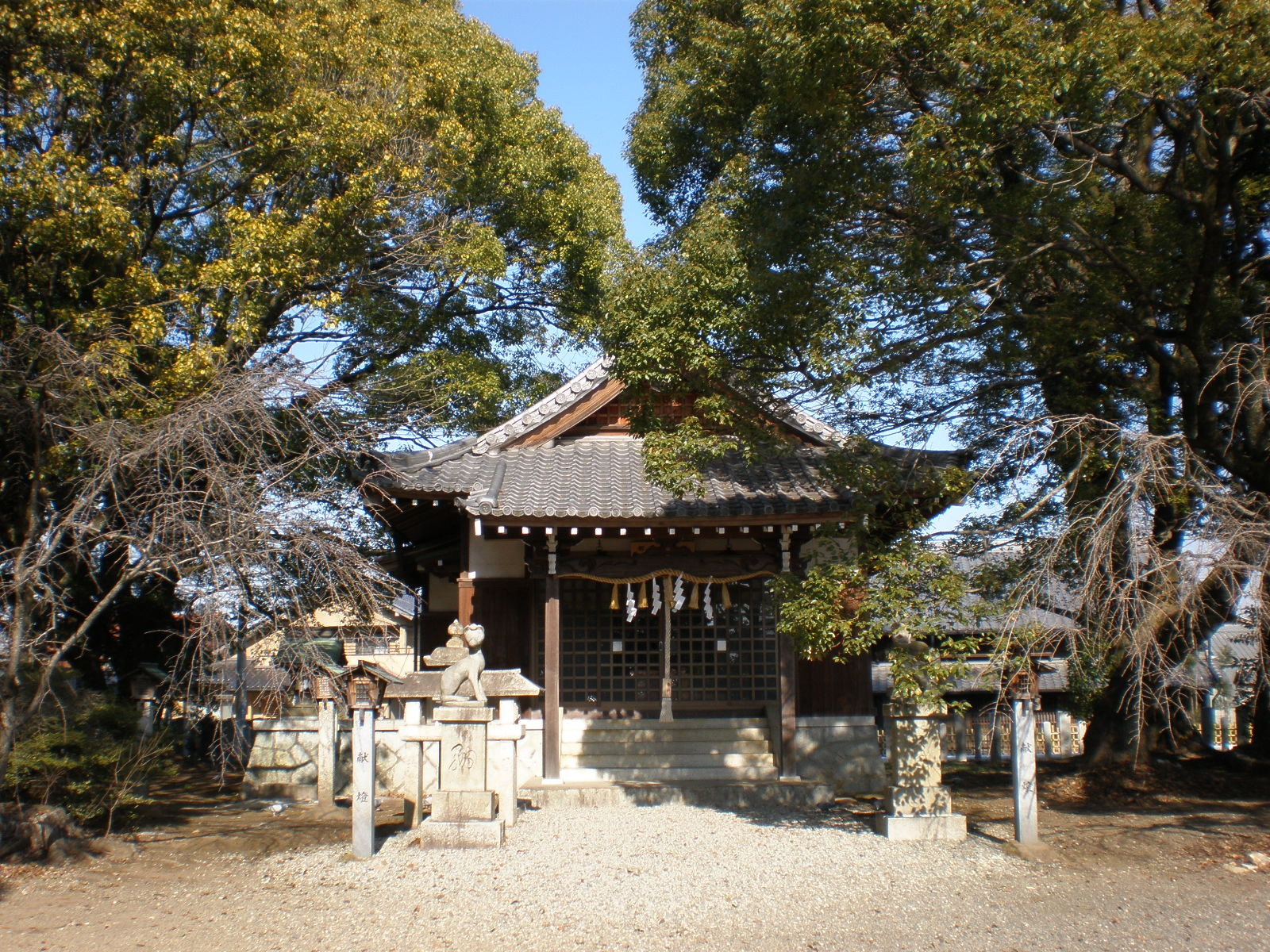
小牧神明社の末社・秋葉社（須佐之男社・御嶽社・天神社・稲荷社と、一棟の社殿に合祀）

## 歴史
- 天明年間（1781-1789年） - 中町に在住した成田屋又七が発起して、山車1両を奉納[1][2][3]。その後、横町・上本町・下本町の山車が加わる。
- 大正2年（1913年） - 秋葉社が、それまでの西町（玉林寺の前）から現在地（小牧神明社境内）に遷される[4]。
- 太平洋戦争中は、一時中止。
- 昭和29年（1954年） - 日程を、それまでの「旧暦7月26日-28日」（3日間）から「7月28日-29日」（2日間）に変更。山車の巡行コース等も簡素化[5]。
- 昭和34年（1959年） - 伊勢湾台風で、山車蔵（山車用の倉庫）[注釈 1]が倒壊。以降、祭が中断[1][5]。
- 昭和52年（1977年） - 神明社西側に山車蔵を新設。祭が再開[5]。日程も、現在の「8月20日前後の土・日曜」となる。
- 昭和57年（1982年）7月27日 - 秋葉祭の山車が、小牧市指定有形民俗文化財となる[1]。
- 平成3-4年（1991-1992年） - 市の補助を受けて、山車全4両を解体修理[1]。
- 令和2-4年（2020-2022年） - 新型コロナウイルス感染症の流行を受け、山車の巡行・からくり奉納を中止[6][7][8]。

## 概要
土曜日には宵山が行われ、各町内を回った後、ラピオの前に集合する。
日曜日は昼に行われ、各町内を出発した山車が神明社に集まり、4両による壮麗な祭絵巻が繰り広げられる。途中に各町内にある屋根神の前で奉納する。

## 各山車の詳細・演目

### 唐子車（からこしゃ） 【中町】
山車本体については、上述。からくりは、中唐子・小唐子と采振り人形（唐子）の3体で、文政年間（1818年-1830年）に3代目玉屋庄兵衛の作によると伝えられる。
中唐子が小唐子に太鼓のたたき方を教えると、それをまねて小唐子が梅の木で倒立をして太鼓をたたく。 
「秋葉車」・「鼻車」の別称を持ち、秋葉社でのからくり奉納や道行の際は常に先頭となる。

### 聖王車（せいおうしゃ） 【横町】
山車本体は、江戸時代末期から明治初年の間に、枇杷島から購入したと伝えられる。からくりは、聖王と唐子2体と采振り人形。聖王人形は文政7年（1824年）に隅田仁兵衛が、唐子2体と采振り人形は安政2年（1855年）に5代目玉屋庄兵衛が、それぞれ製作したものとされている。
一方の唐子が、もう一方の唐子の肩の上で倒立をして太鼓をたたくと、大将人形の聖王が軍配を振ってほめる。

### 湯取車（ゆとりしゃ） 【片町・上之町】
山車本体の制作年代は不明。からくりは、笛吹き・太鼓打ちと巫女と神官の4体。明治35年（1902年）に6代目玉屋庄兵衛が製作したもの。
湯取神事を主題としている。巫女が豊作を占ってもらうため、神官に伺いをたてると、釜の中から稲穂（白紙の紙吹雪で表現している）が吹き出してくる。その様子にあわせて、笛吹きと太鼓打ちがそれぞれの楽器を演奏する。

### 西王母車（せいおうぼしゃ） 【下本町】
山車本体は、名古屋から譲り受けたと伝えられる。からくりは、唐子2体と采振り 。唐子2体は、明治4年（1871年）に竹田新助が製作。采振りは、昭和33年（1958年）に奥村秀次郎が作り直したもの。
唐子が桃の小枝を持って踊っていると、傍らの桃が割れて別の唐子が飛び出し、四方を向いてチャッパを叩いて踊る。
- 唐子車（中町）
- 聖王車（横町）
- 湯取車（片町・上之町）
- 西王母車（下本町）

## 特徴

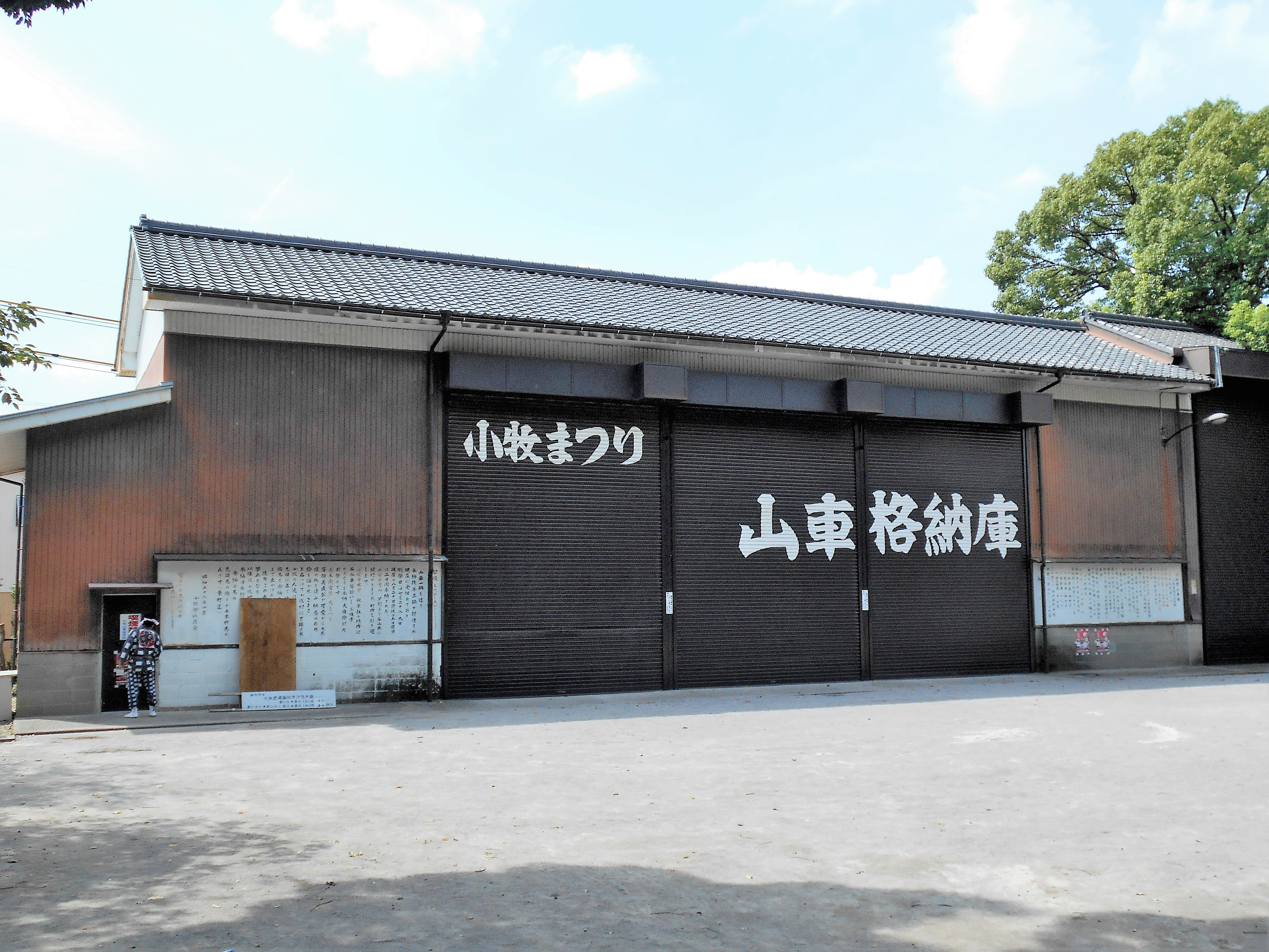
秋葉祭の山車蔵

- 山車は、名古屋市を中心とした尾張地方に広く見られる「名古屋型」という形式で、「三階屋台」とも言われている。
- 各山車には前棚人形があり、そのうち3両が采振り人形である。采振りは、山車が通りの辻や折り返し場所へ来たとき等に采を振り、祭りの道中の邪気を祓っているとされる（湯取車のみが、笛と太鼓の演奏人形）。
- 山車蔵も特徴的で、横にスライドできるようになっている。